# Baudo
Baudo is een Italiaans historisch merk van motorfietsen.
De bedrijfsnaam was: Officine Meccaniche Baudo, Torino.
Deze Italiaanse fabriek van Antonio Baudo bouwde vanaf 1921 lange tijd motorfietsen met 474- tot 972cc-JAP-V-twins. Na 1924 werden ook 173- tot 346cc-JAP-eencilinder zijkleppers ingebouwd, naast motoren van Moser, Barr & Stroud, Train en Blackburne.
Door samenwerking met Augusto Monaco ontstond in 1927 het merk Monaco-Baudo. In 1929 verkocht Baudo zijn eigen merk aan Giuseppe Navone, die onder de naam Baudo bleef produceren. Hij bracht een nieuw 500cc-zijklep-model uit.
In 1930 beperkte Navone zich tot de productie van een 175cc-model met Moser-motorblok. In 1931 kwam er een 350cc-motor van Chaise.